# Desmoscolex timmi
Desmoscolex timmi is een rondwormensoort uit de familie van de Desmoscolecidae. De wetenschappelijke naam van de soort is voor het eerst geldig gepubliceerd in 1974 door Decraemer.